# Hünfelder Straße 3 (Steinbach, Burghaun)

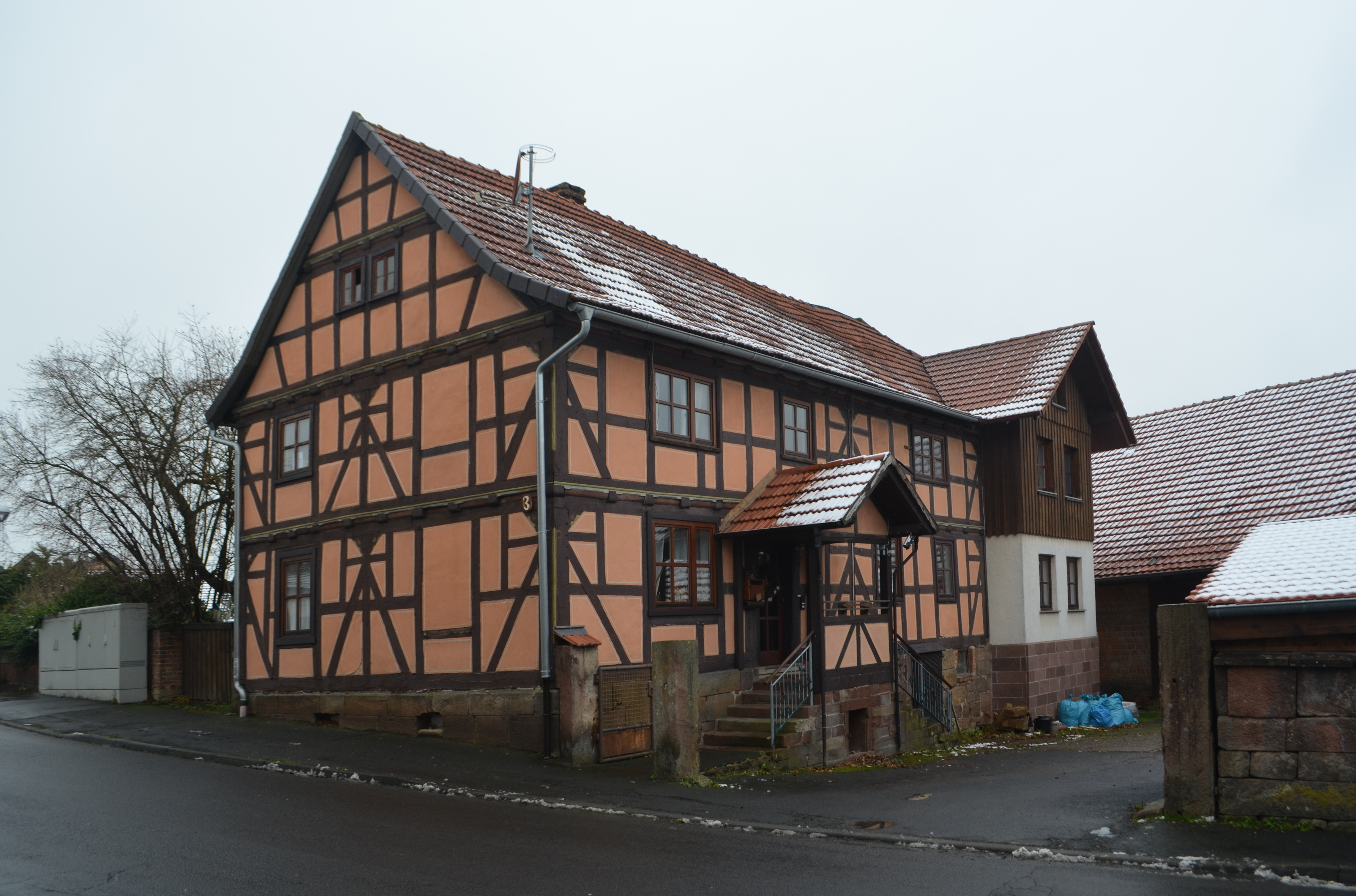
Fachwerkhaus Hünfelder Straße 3 in Steinbach

Das Gebäude Hünfelder Straße 3 in Steinbach, einem Ortsteil der Marktgemeinde Burghaun im osthessischen Landkreis Fulda, wurde 1778 errichtet. Das Fachwerkhaus ist ein geschütztes Kulturdenkmal.
Der zweigeschossige giebelständige Satteldachbau besitzt ein regelmäßiges Fachwerkgefüge mit Mannfiguren an Bund- und Eckständer sowie eine profilierte Gebälkzone. 
Dem Wohnhaus gegenüber liegt die vermutlich zeitgleich entstandene Scheune, die in Ständerbauweise erstellt und mit hohen Streben ausgesteift wurde. An die geräumige Scheune wurde später ein langgestrecktes Stallgebäude angefügt. 
Zur noch weitgehend intakten Hofreite zählt auch die vordere Hofeinfassung mit Sandsteinmauerwerk und Steinpfosten. 